# جيوم بلاجويرو
جيوم بلاجويرو (بالإسبانية: Jaume Balagueró) (و. 1968  م) هو مخرج أفلام، وكاتب سيناريو إسباني، ولد في لاردة.

## التعليم
تعلم في جامعة برشلونة.

## جوائز
حصل على جوائز منها:
- Gaudí Award for Best Director  [لغات أخرى]‏، عن عمل: نوم عميق (2012).

## وصلات خارجية
- جيوم بلاجويرو على موقع IMDb (الإنجليزية)
- جيوم بلاجويرو على موقع ألو سيني (الفرنسية)
- جيوم بلاجويرو على موقع تيرنر كلاسيك موفيز (الإنجليزية)
- جيوم بلاجويرو على موقع أول موفي (الإنجليزية)
- جيوم بلاجويرو على موقع قاعدة بيانات الأفلام السويدية (السويدية)
- جيوم بلاجويرو على موقع قاعدة بيانات الفيلم (الإنجليزية)
- جيوم بلاجويرو على موقع كينوبويسك (الروسية)